# 栄光学園中学校・高等学校
栄光学園中学高等学校（えいこうがくえんちゅうがくこうとうがっこう）は、神奈川県鎌倉市玉縄に所在し、中高一貫教育を提供する私立男子中学校・高等学校。
高等学校において生徒を募集しない完全中高一貫校。カトリック修道会の一つであるイエズス会を教育母体とするミッションスクールである。
当校の指す「栄光」は "AD MAIOREM DEI GLORIAM"（より大いなる神の栄光のために）というイエズス会の標語から来ている。

## 概要
イエズス会によって1947年（昭和22年）、横須賀市田浦に旧制栄光中学校設立。その年の内に新制となり、1949年（昭和24年）栄光学園中学校・高等学校となる。1964年（昭和39年）には横浜市栄区に隣接する鎌倉市玉縄へ移転した。最寄り駅は大船駅で、上野東京ラインや湘南新宿ライン、東海道線、横須賀・総武快速線、京浜東北線といった関東広域を結ぶ系統が発着し、東京・神奈川県全域から通学可能となっている。
設置者である学校法人栄光学園は、2016年4月に3つの学校法人（六甲学院、広島学院、泰星学園）とともに学校法人上智学院へ合併した。合併後、各学校法人は消滅したが、各校は上智大学の附属校にはならず名称もそのままに独立経営を維持している。
東京ドーム約2.4個分の広さ（11万3000m2）を誇る緑豊かなキャンパスを誇る。また、生徒一人あたりの敷地面積は102ｍ²で、首都圏の男子校の中では1位である。創立70周年を迎えた2017年春、鉄筋コンクリート造（1階）、木造（2階）のハイブリッド方式による低層2階建ての新校舎が完成した。日本設計・大成建設一級建築士事務所設計共同企業体による設計、21期卒業生の隈研吾（東大教授、建築家。国立競技場の計画案をデザイン）の監修による。2017年度のグッドデザイン賞に選ばれた。

## 教育

### 教育理念
“Men for others, with others”（ 他者のために、他者とともに）の教育理念の下で、人格教育に重きを置いた教育がなされている。世界に通用するリーダーを養成するため、心身ともに徹底的に鍛えるという教育方針を採る。
カトリックの学校であり、しつけや学習の指導は厳しい。一方で、明文化された校則はあるものの少なく、自由である。

### 学習
学校は真理に基づく人間教育を実践、進学実績の数値や偏差値だけに左右される教育とは一線を画している。
習熟度別クラス編成は採用していない。6年間を「初級」「中級」「上級」に分け、中高生としての心身の成長に重きを置いた教育を重視している。中1から高3の全ての授業において、授業の開始前と終了前に「瞑目」を行っていなければならない。これにより、精神集中を図っている。
中学1年から倫理の授業があり、中学では当校の歴史、方針、キリスト教に関する基礎知識を教えている。また、道徳と同じような内容も含まれる。高校2年では理科など一部の科目で選択必修という形式をとっているが、本格的な受験に向けた体制は高校3年時のみで、理系クラス（通常A / B組 / C組の一部）・文系クラス（通常C組の一部 / D組）の文理分けがされる。特別な宗教授業などはない（ミサや聖書研究などはあるが、任意参加）。外国人教員も加わる英語教育は質が高く、本校が独自に開発した教科書「プログレス・イン・イングリッシュ」は、他校でも使われている。

## 課業
2時間目と3時間目の間には「中間体操」に取り組んでいる。原則、上半身裸で体操することとなっていたが、2024年1月現在、LGBTへの配慮などを理由に、上裸での参加は任意とされている。
「学校は勉強をする場所である」という教育理念に基づき、部活動は週2回と定められている。中学生は全員、何らかのクラブ活動に参加が必須である。
サッカー部は、全国高等学校サッカー選手権大会に第35回大会と第42回大会の2回、神奈川県代表として出場している。
野球部も2003年に全国高等学校軟式野球選手権大会に南関東地区代表として出場。2015年春季軟式野球神奈川県大会では準優勝。2018年の春季軟式野球神奈川県大会および春季軟式野球関東大会では優勝するなど、高校軟式野球における強豪である。
また、体操部は2014年と2019年、ダブルダッチの世界大会で優勝している。

## 学校行事
毎年10月末もしくは11月初めには、全校生徒らが江ノ島-小田原を往く「歩く大会」（約35km）が実施される。ただし新型コロナウイルス蔓延対策のため、2020年度、21年度は中止、22年度は途中茅ヶ崎までであった。
5月上旬には「栄光祭」（文化祭）、9月下旬には体育祭が行われる。
文化部の取り組みも活発で、歴史研究部員が加藤陽子東大教授の課外授業に取り組んだ過程が、「それでも、日本人は『戦争』を選んだ」（朝日出版）にまとめられた他、各種大会優勝を成し遂げている囲碁将棋部、生徒自身が自主運営しながら高いクオリティーを維持しているブラスバンド部の演奏活動などが対外的に知られている。

## 課外活動
国際科学オリンピック（数学・物理・化学・生物）といった課外活動をする者も多く、金メダルを獲得するなど出場常連校である。また、数学甲子園、科学の甲子園など各種大会でも例年上位入賞している。パソコン甲子園ではグランプリを獲得。全国高校生英語ディベート大会でも2015年優勝を果たし、世界大会へ出場した。2018年度も、「科学の甲子園」と「数学甲子園」でそれぞれ優勝し、国際地学オリンピックでも日本代表に選ばれた。「数学甲子園」は2019年度も優勝し、2012年に全国予選が設けられて以降、初の連覇を達成した。
囲碁も全国級で、2025年は神奈川県大会優勝の後、文部科学大臣杯 全国高校選手権団体 団体戦では7位の入賞、個人でもベスト16に入る健闘であった。
クイズ研究部は、2003年全国高等学校クイズ選手権で優勝を果たした。2015年にも神奈川県代表として出場し、2023年ではベスト4まで進出した。
有志によるボランティアも代々熱心に繰り広げられている。近隣の老人ホームを慰問したり、施設に預けられている子供たちを定期的に慰問したりするなどの活動を展開している。

## 沿革
出典
- 1947年（昭和22年） - 米軍から要請を受けたイエズス会により神奈川県横須賀市田浦（現：横須賀市船越町）内の海軍工廠跡地に創立。
上智大学文学部歴史科科長のドイツ人神父グスタフ・フォス師を校長に、旧制の栄光中学校（5年制）として中学1年生72名でスタートし（現在では1学年180人、1クラス45人の6学年）、その年の内に新制3年制の中学校として認可された。
- 1949年（昭和24年） - 栄光学園中学校と改称、高等学校の設立認可を得て、中高一貫校となった。
- 1957年（昭和32年） - 財団法人上智大学より独立し、学校法人栄光学園となる。
- 1964年（昭和39年） - 校地が海上自衛隊横須賀基地となるのを期に、広大な敷地を求め、約111000m2の現在地に移転。
旧田浦校地は現在、海上自衛隊自衛艦隊司令部等の所在地となっている。
- 2016年（平成28年）4月 - 学校法人上智学院と合併するが、独立した学園運営は従来同様に維持される[2]。

## 交通
- JR東日本（東海道本線・横須賀線・根岸線）、湘南モノレール「大船駅」徒歩15分。または同駅西口近くの大船駅西口バス停から「栄光学園経由清泉女学院行き」で約2分。「栄光学園前」バス停下車すぐ（ただし、心身を鍛えるとの理由で駅からの徒歩通学が義務付けられており、怪我などの理由を除き同校生徒のバス乗車は禁止されている）。

## 著名な関係者

### 出身者
- 澤田壽夫 - 1期生 上智大学名誉教授
- 小山貞夫 - 3期生 東北大学副総長、名誉教授
- 中川学 - 3期生 一橋大学名誉教授
- 細矢治夫 - 3期生 お茶の水女子大学名誉教授、日本化学会化学教育賞受賞
- 太田博 - 3期生 日本国際フォーラム専務理事、元サウジアラビア・タイ大使
- 加瀬英明 - 3期生 外交評論家
- 広瀬徹也 - 3期生 前帝京大学教授（精神医学）
- 養老孟司 - 4期生 東京大学名誉教授、解剖学者・評論家
- 森一弘 - 5期生 カトリック司教
- 河内十郎 - 5期生 東京大学名誉教授、日本女子大学家政学部教授
- 青木盛久 - 5期生 外務省、元ペルー特命全権大使
- 近衞忠煇（細川護煇） - 6期生 世界赤十字連盟会長、第14代日本赤十字社社長、細川護煕元首相の実弟
- 石渡清元 - 7期生 元参議院議員
- 脊山洋右 - 7期生 東京大学名誉教授、お茶の水女子大学名誉教授
- 宇多文雄[10] - 8期生 上智大学名誉教授　ロシア語、ソ連・ロシア政治・社会制度
- 浜田卓二郎 - 8期生 元衆議院議員、元参議院議員
- 石渡恒夫 - 8期生 京浜急行電鉄代表取締役社長、元日本民営鉄道協会会長、日本観光振興協会副会長
- 五十嵐勇二 - 9期生 マルハグループ本社社長
- 三島憲一 - 9期生 大阪大学名誉教授
- 林吉永 - 9期生 防衛省防衛研究所戦史部長、国際地政学研究所事務局長
- 若杉敬明 - 9期生 東京大学名誉教授[11]
- 濱口敏行 - 10期生 ヒゲタ醤油社長
- 曽根威彦 - 10期生 早稲田大学名誉教授
- 大河原毅 - 10期生 元日本ケンタッキーフライドチキン取締役社長、日本食レストラン海外普及推進機構理事長
- 朝海和夫 - 10期生 外務省、元EU大使
- 濱田政則 - 10期生 早稲田大学理工学部土木工学科教授、中国西南交通大学名誉教授
- 荒木伸怡 - 11期生 立教大学名誉教授
- 今井義典 - 11期生 NHK副会長
- 清水正孝 - 11期生 東京電力顧問、元同社取締役社長
- 高須武男 - 12期生 バンダイナムコホールディングス社長
- 廣川信隆 - 12期生 東京大学大学院医学系研究科・医学部長、日本学士院会員、朝日賞・日本学士院賞・藤原賞他
- 佐藤慎一 - 12期生 東京大学名誉教授
- 藤江正克 - 12期生 早稲田大学名誉教授
- 村本孜  - 12期生 成城大学名誉教授、金融庁参与、元中小企業基盤整備機構副理事長
- 赤澤正人 - 12期生 神田外語大学学長、元ドミニカ共和国特命全権大使
- 矢崎彦太郎 - 13期生 フランス国立トゥールーズ室内管弦楽団首席客演指揮者
- 戸谷真人 - 13期生 文化放送元アナウンス部長・編成局次長
- 桃井恒和 - 13期生 読売巨人軍代表取締役会長
- 国枝昌樹 - 13期生 外務省、元駐シリア特命全権大使
- 相川亮一 - 13期生 読売サッカークラブ監督
- 天野之弥 - 14期生 国際原子力機関 (IAEA) 事務局長、元ウィーン代表部大使
- 桂誠 - 14期生 外務省、元駐フィリピン特命全権大使
- 近藤信司 - 14期生 元国立科学博物館長、前国立教育政策研究所所長、元文化庁長官
- 玉井哲雄 - 14期生 東京大学大学院総合文化研究科広域システム科学系教授
- 蟇目良 - 15期生 ファッションモデル、俳優、タレント
- 神山純一 - 15期生 作曲家、編曲家
- 木村幸俊 - 16期生 株式会社商工組合中央金庫代表取締役副社長、元国税庁長官
- 天野万利 - 16期生 外務省、経済協力開発機構 (OECD) 事務次長
- 望月晴文 - 16期生 元経済産業事務次官、元資源エネルギー庁長官
- 松原秀行 - 16期生 小説家
- 関口哲平 - 16期生 選挙プロデューサー、作家
- 五味廣文 - 16期生 元金融庁長官
- 林部英雄 - 16期生 横浜国立大学名誉教授
- 飯島彰己 - 17期生 三井物産代表取締役社長、日本銀行参与、日本経団連副会長
- 佐藤隆文 - 17期生 元金融庁長官、一橋大学大学院商学研究科教授
- 塚原治 - 17期生 元国税庁長官官房国税審議官、元国際空港上屋代表取締役社長
- 平野英治 - 17期生 年金積立金管理運用独立行政法人経営委員長、元日本銀行理事
- 大住良之 - 18期生 サッカージャーナリスト、元サッカーマガジン誌編集長、FC PAF監督
- 蓑田秀策 - 18期生 元コールバーグ・クラビス・ロバーツ日本法人社長・会長
- 込山雅弘 - 18期生 JALUX代表取締役社長
- 安達保 - 19期生 ベネッセホールディングス代表取締役社長。カーライル・ジャパン・エルエルシー シニアアドバイザー。ヤマハ発動機社外取締役
- 奥田紀宏 - 20期生 外務省、元駐エジプト特命全権大使、前国連大使
- 和泉洋人 - 20期生 内閣総理大臣補佐官（国土強靱化及び復興等の社会資本整備、地方創生、健康・医療に関する成長戦略並びに科学技術イノベーション政策担当）
- 伊東研祐 - 20期生 慶應義塾大学法科大学院教授
- 梅村昌弘 - 20期生 カトリック横浜司教区司教
- 御厨邦雄 - 20期生 世界税関機構事務総局長
- 宮家邦彦 - 20期生 元外交官、元首相公邸連絡調整官、立命館大学客員教授
- 鈴木敏郎 - 21期生 外務省、元エジプト特命全権大使
- 角茂樹 - 21期生 外務省、元国連大使
- 隈研吾 - 21期生 建築家、東京大学大学院工学系研究科教授
- 平高史也 - 21期生 慶應義塾大学名誉教授、元日本独文学会会長
- 廣瀬通孝 - 21期生 東京大学大学院情報理工学系研究科知能機械情報学専攻教授
- 武藤泰明 - 22期生 早稲田大学スポーツ科学学術院教授
- 纐纈一起 - 22期生 東京大学地震研究所教授
- 今福龍太 - 22期生 東京外国語大学大学院教授、文化人類学者
- 川添裕 - 22期生 横浜国立大学大学院都市イノベーション研究院教授、見世物研究家、日本文化史家
- 山田均 - 22期生 横浜国立大学大学院都市イノベーション研究院教授
- 小林晋一郎 - 22期生 歯学者、特撮ファン
- 野中映 - 22期生 国立音楽大学教授、音楽学者
- 佐久間達哉 - 23期生 元法務省法務総合研究所長、元千葉地方検察庁検事正、元東京地検特捜部長
- 金子邦彦 - 23期生 東京大学大学院総合文化研究科相関基礎科学系教授、湯川賞受賞
- 塩塚博 - 23期生 作曲家、編曲家、ギタリスト
- 樫村晴香 - 23期生 哲学者
- 戸谷一夫 - 23期生 元文部科学事務次官、元文部科学審議官、元文部科学省大臣官房長
- 長崎俊一 - 23期生 映画監督
- 保坂和志 - 23期生 小説家、芥川賞作家
- 金沢和夫 - 23期生 熊本県副知事、兵庫県副知事
- 池田篤彦 - 24期生 原子力損害賠償・廃炉等支援機構理事、東京国税局長
- 酒巻匡 - 24期生 法学者、早稲田大学大学院法務研究科教授（刑事訴訟法）
- 堀越宏一 - 24期生 早稲田大学教授、西洋史学者
- 馬淵昌也 - 24期生 千葉県一宮町長、東洋学者（中国思想史）
- 山本和隆 - 24期生 ジャパン・インターカルチュラル・コンサルティング日本代表
- 秋葉剛男 - 25期生 外務事務次官、国家安全保障局長兼内閣特別顧問
- 尾島明 - 25期生 大阪高等裁判所長官、最高裁判所判事
- 中村清高 - 25期生 いい生活創業者・代表取締役社長
- 熊野純彦 - 25期生 東京大学大学院人文社会系研究科倫理学専攻教授
- 山田晴通 - 25期生 東京経済大学コミュニケーション学部教授
- 三浦正充 - 26期生 警視総監
- 大渕哲也 - 26期生 東京大学大学院法学政治学研究科教授
- 伊藤恭行 - 26期生 建築家、名古屋市立大学芸術工学部教授、シーラカンスアンドアソシエイツパートナー
- 中島隆信 - 27期生 慶應義塾大学商学部教授
- 山脇啓造 - 27期生 明治大学国際日本学部教授
- 米山隆之 - 27期生 日本大学歯学部教授
- 小林真 - 28期生 三菱UFJ証券ホールディングス社長兼三菱UFJモルガン・スタンレー証券社長
- 辻秀一 - 28期生 スポーツドクター
- 松浦正孝 - 28期生 立教大学法学部教授
- 大林正典 - 28期生 国土交通技官、第28代気象庁長官、第3代気象庁気象防災監
- 田中俊之 - 29期生 筑波大学大学院生命環境科学研究科教授
- 原田冬彦 - 29期生 フジテレビプロデューサー・スーパーバイザー、「笑っていいとも!」「スマスマ」等
- 森田宗男 - 29期生 金融庁証券取引等監視委員会事務局長、金融庁総合政策局長、金融国際審議官
- 仲嶋一範 - 30期生 慶應義塾大学医学部教授
- 浅川正樹 - 30期生 美術家・デジタルフォトアーティスト、横浜美術大学教授
- 小泉雅生 - 30期生 建築家、東京都立大学教授、小泉アトリエパートナー
- 中ザワヒデキ - 30期生 美術家
- 橋本雄一 - 30期生 北海道大学大学院文学研究科教授、地理学者
- 伴信彦 - 30期生 放射線医学者、環境省原子力規制委員会委員
- 古川聡 - 31期生 宇宙飛行士
- 反町理 - 31期生 フジテレビ報道局解説委員長兼プライムニュース編集長
- 原邦彰 - 31期生 総務官僚、第21代総務事務次官、総務審議官、消防庁長官、総務省自治財政局長、総務省大臣官房長、内閣総務官、和歌山県副知事
- 浅尾慶一郎 - 31期生 参議院議員、衆議院議員、第2代みんなの党代表、第33代環境大臣
- 柏木隆久 - 国土交通官僚、運輸安全委員会事務局長
- 藤原次彦 - 32期生 葵プロモーション代表取締役社長
- 山川宏 - 32期生 宇宙航空研究開発機構理事長
- 間隆一郎 - 厚生労働省老健局長
- 真貝寿明 - 33期生 大阪工業大学情報科学部教授
- 日下三蔵 - 34期生・フリー編集者
- 風野春樹 - 35期生 精神科医・書評家
- 鈴木吉弘 - 35期生 フジテレビプロデューサー
- 安田敏朗 - 35期生 言語学者、一橋大学大学院言語社会研究科教授（近代国語史・東アジア言語政策）
- 土屋敦 - 36期生 料理研究家・書評家
- 金子道仁 - 36期生 日本維新の会参議院議員、牧師、元外務官僚
- 谷口将紀 - 37期生 東京大学大学院法学政治学研究科教授
- 小森卓郎 - 37期生 自由民主党衆議院議員、元大蔵官僚
- 村上修一 - 37期生 東京工業大学大学院理工学研究科教授
- 松尾紀明 - 38期生 ニッポン放送ディレクター
- 五百田達成 - 40期生 作家・心理カウンセラー
- 坂野正崇 - 40期生 建築家
- 小澤登高 - 41期生 京都大学数理解析研究所教授
- 権八成裕 - 41期生 CMプランナー
- 斉木武志 - 41期生 国民民主党衆議院議員・元NHKアナウンサー
- 中丸徹 - 42期生 テレビ朝日元アナウンサー（現記者）
- 井川広太郎 - 43期生 映画監督
- 柴那典 - 43期生 音楽ジャーナリスト
- 田辺俊介 - 43期生 早稲田大学文学学術院教授
- 三谷英弘 - 43期生 自由民主党（元みんなの党）衆議院議員・弁護士
- 網野泰寛 - 44期生 実業家
- 山田独歩 - 47期生 プロ雀士、最高位戦日本プロ麻雀協会所属、3代目天鳳位
- 小倉將信 - 48期生 自由民主党衆議院議員
- 竜剛馬（川邊賢一郎）- 48期生 プロレスラー、弁護士
- 新井隆広 - 49期生 漫画家（ダレン・シャン、グランバトラー）
- 小沼大地 - 49期生 NPO法人クロスフィールズ共同創業者・代表理事
- 東畑開人 - 49期生 臨床心理学者、臨床心理士・公認心理師、十文字学園女子大学准教授。白金高輪カウンセリングルーム主宰
- 山田悠史 - 50期生 マウントサイナイ医科大学老年医学・緩和医療科
- 小林航太 - 54期生 弁護士、コスプレイヤー
- 青木信之 - 第40代消防庁長官、総務省自治税務局長
- 植松利夫 - 財務省主税局審議官

### その他関係者
- 中川学 - 元一橋大学名誉教授（中学のみ卒業・入学時4期生）
- 細川護煕 - 元内閣総理大臣（中学のみ卒業・入学時5期生）
- 赤木圭一郎 - 俳優（中学のみ卒業・入学時6期生）
- 手使海ユトロ - 作曲家（中学のみ卒業・入学時15期生・本名：小笠原寛）
- 大西拓磨 - デザイナー（中学のみ卒業・入学時66期生）
- 小柴昌俊 - ノーベル物理学賞受賞・元東大理学部教授（元教員）
- 境野勝悟 - 東洋思想研究家（元教員）
- ヨゼフ・ピタウ - ローマ・カトリック教会大司教・元上智大学学長（元教員）
- ウィリアム・カリー - 上智大学教授、元上智大学学長（元教員）

## 関係校
上智学院設置校
- 上智大学（東京都千代田区）
- 上智大学短期大学部（神奈川県秦野市）
- 六甲学院中学校・高等学校（兵庫県神戸市灘区）
- 広島学院中学校・高等学校（広島県広島市西区）
- 上智福岡中学校・高等学校（福岡県福岡市中央区）

イエズス会系列校
- エリザベト音楽大学（広島県広島市中区）